# Amets Txurruka
Amets Txurruka Ansola (Echevarría, 10 de noviembre de 1982) es un ciclista español que fue profesional entre 2006 y 2016.

## Trayectoria
Debutó como profesional el año 2006 con el equipo Barloworld, y debido a su buen primer año, el equipo Euskaltel-Euskadi no tardó en fijarse en él. Permaneció en el equipo vasco hasta 2012, año en que no fue renovado y recaló en el equipo Caja Rural-Seguros RGA, donde militó hasta la temporada 2015. En el año 2016 recaló en el conjunto australiano Orica-GreenEDGE con quien volvió a competir en la primera categoría del ciclismo profesional.
Destacaba especialmente en las subidas y por su carácter combativo. Su principal logro como profesional fue alzarse con el premio de la combatividad del Tour de Francia de 2007. En 2013, ya con el maillot de Caja Rural-Seguros RGA consiguió el Premio de la Montaña y el de las Metas Volantes de la Vuelta al País Vasco, triunfo conseguido merced a que formó parte de la fuga del día en las tres primeras jornadas de la carrera.
En mayo de 2017 anunció su retirada como ciclista profesional tras estar sin equipo desde el 1 de enero de ese mismo año.

## Palmarés
2007
- Premio de la combatividad del Tour de Francia

2013
- Vuelta a Asturias, más 1 etapa

2014
- Tour de Gévaudan Languedoc-Roussillon

2015
- 1 etapa del Tour de Noruega
- 1 etapa del Tour de Beauce

## Resultados en Grandes Vueltas
Durante su carrera deportiva consiguió los siguientes puestos en las Grandes Vueltas:
| Carrera | Carrera         | 2006 | 2007 | 2008 | 2009  | 2010 | 2011 | 2012 | 2013 | 2014 | 2015 | 2016 |
| ------- | --------------- | ---- | ---- | ---- | ----- | ---- | ---- | ---- | ---- | ---- | ---- | ---- |
|         | Giro de Italia  | —    | —    | —    | —     | —    | —    | 42.º | —    | —    | —    | 55.º |
|         | Tour de Francia | —    | 23.º | 50.º | F. c. | Ab.  | Ab.  | Ab.  | —    | —    | —    | —    |
|         | Vuelta a España | —    | —    | 45.º | 29.º  | 31.º | 30.º | 30.º | 25.º | 48.º | Ab.  | —    |

—: no participa

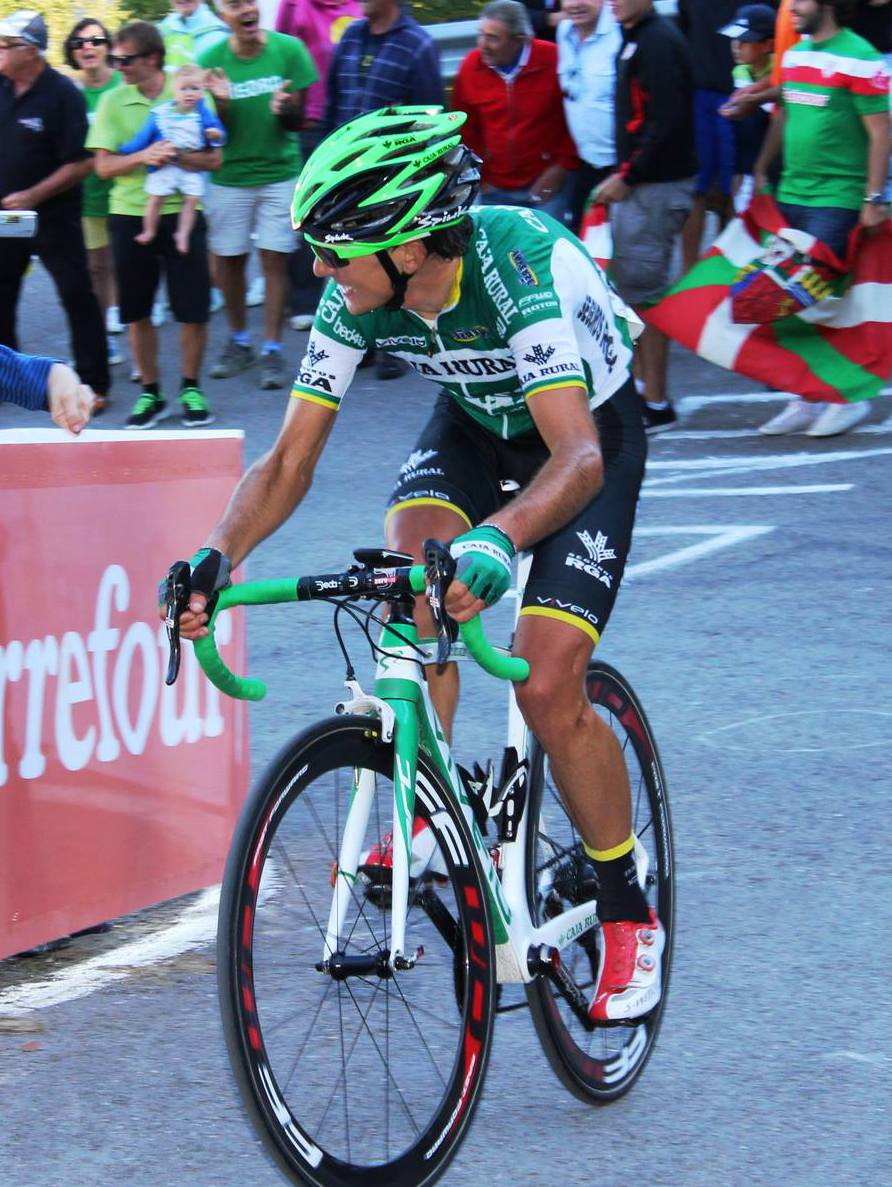
Txurruka en la Vuelta 2013.

F. c.: descalificado por "fuera de control"

Ab.: abandono

## Equipos
- Barloworld (2006)
- Euskaltel-Euskadi (2007-2012)
- Caja Rural (2013-2015)
- Orica-GreenEDGE (2016)